# 1822 au Bas-Canada
Cet article traite des événements survenus en 1822 au Bas-Canada. 

## Événements

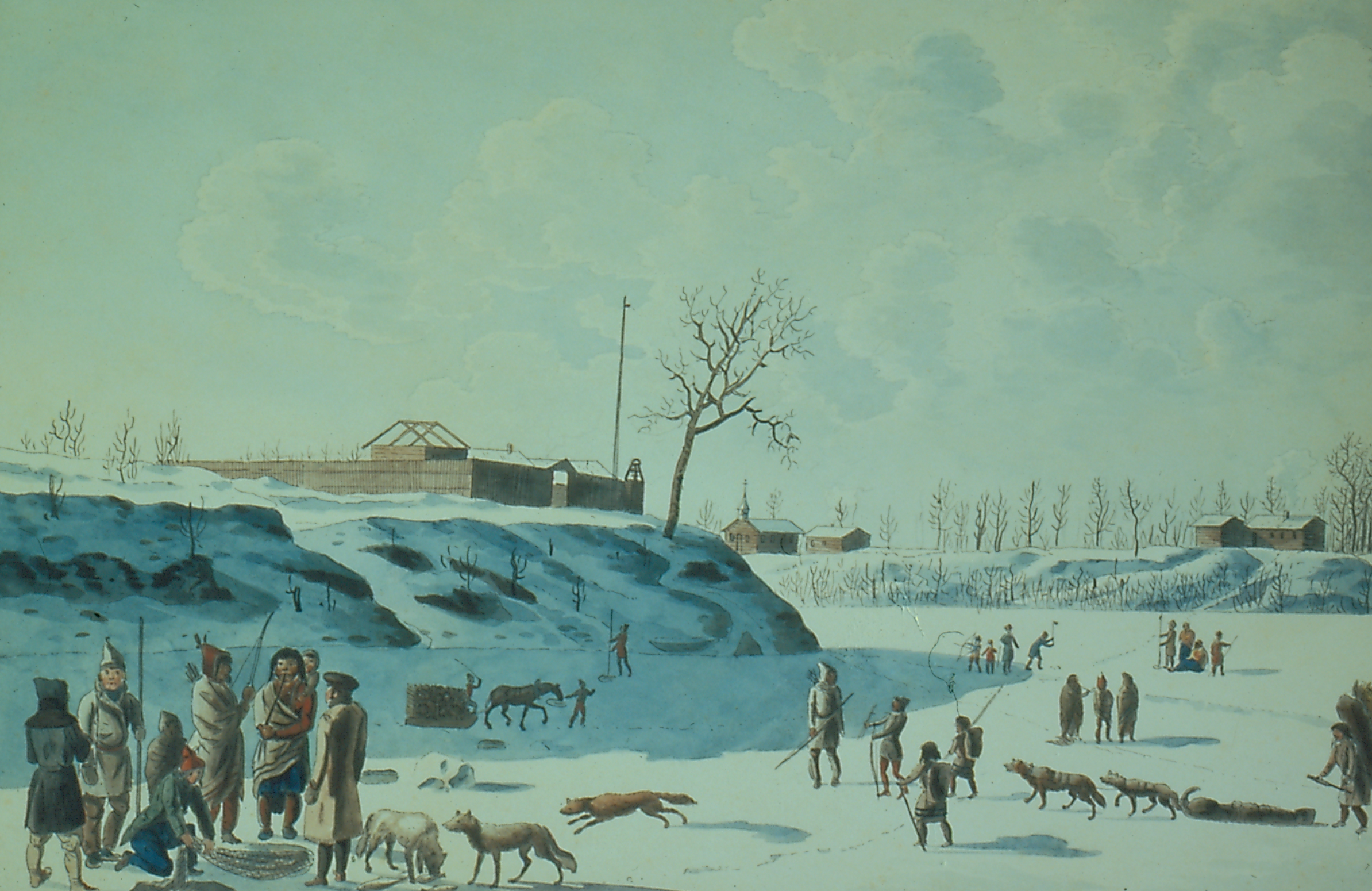
Pêche sur glace au Fort Garry à la colonie de la Rivière Rouge par Peter Rindisbacher.

- Juillet : le projet d'union législative des deux Canadas est soumis au Parlement de Londres par Lord Henri Bathurst. Connu dans la colonie en septembre, le projet suscite d'importants débats[1].
- L'officier Henry Wolsey Bayfield nomme la baie Georgienne sur le lac Huron en l'honneur du roi George IV.
- Construction de Fort Garry par la Compagnie de la Baie d'Hudson sur l'emplacement de ce qui deviendra plus tard la ville de Winnipeg.
- Construction de la Prison de Trois-Rivières.
- Fondation du Committee of trade à Montréal qui est l'ancêtre de la Chambre de commerce du Montréal métropolitain.

### Exploration de l'Arctique

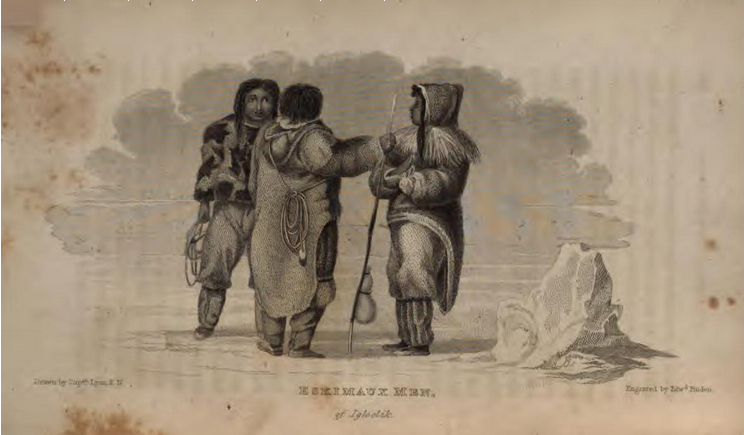
Esquimaux d'Igloulik.

- Fin de l'expédition Coppermine. John Franklin rentre en Angleterre.
- William Edward Parry poursuit sa deuxième expédition. Il continue à cartographier la région et à étudier la faune et la flore de l'Arctique. Il passe un deuxième hiver à Igloulik.

## Naissance
- 25 janvier : William McDougall, homme politique.
- 26 janvier : Antoine Racine, premier évêque de Sherbrooke.
- 28 janvier : Alexander Mackenzie, premier ministre du Canada.
- 9 mars : Alexander Campbell, politicien.
- 4 mai : Charles-Eugène Boucher de Boucherville, premier ministre du Québec.
- 18 juillet : Matthew Hamilton Gault, homme d'affaires et politicien.
- 8 août : Alexandre Bareil dit Lajoie (cultivateur et homme politique) (décédé le 18 ou le 19 novembre 1862)
- 31 août : Timothy Warren Anglin, politicien.
- 14 septembre : Nicodème Audet (marchand et homme politique) (décédé le 28 octobre 1856 au Québec)
- 15 septembre : Joseph Lenoir, poète et journaliste.
- 30 septembre : Louis Mitchell, facteur d'orgue.

## Décès
- 1er janvier : Michel-Eustache-Gaspard-Alain Chartier de Lotbinière, politicien.
- 16 octobre : Jacques-Ladislas-Joseph de Calonne, prêtre et missionnaire.